# Adam Didur
Répertoire
- Don Juan de Wolfgang Amadeus Mozart
- Mefistofele d'Arrigo Boito
- Aïda de Giuseppe Verdi
- Les Huguenots de Giacomo Meyerbeer
- Der Freischütz de Carl Maria von Weber[1]

Adam Didur (24 décembre 1874 - 7 janvier 1946) est un artiste lyrique, basse polonaise de premier plan. Il chante beaucoup dans les maisons d'opéra européennes et joue au Metropolitan Opera de New York de 1908 à 1933.

## Carrière
Adam Didur est né le 24 décembre 1874 à Wola Sekowa, près de Sanok (Galicie), en Autriche-Hongrie,,. Il commence ses études de chant avec Walerian Wysocki, qui enseigne au Conservatoire de musique de Lemberg (l'actuelle Lviv), puis les termine avec Franz Emmerich à Milan. Il y débute comme soliste dans la production de la Neuvième de Ludwig van Beethoven. En 1894, il commence sa carrière à l'opéra en Méphistophélès dans le Faust de Gounod à Rio de Janeiro. Il passe les saisons 1899 à 1903 à l'opéra de Varsovie, où l'imprésario de La Scala de Milan, Giulio Gatti-Casazza, le remarque. Après ses débuts à Milan dans L'or du Rhin en 1903, il y chante jusqu'en 1906 et fait le Covent Garden de Londres en 1905 et en 1914. Les Argentins l'entendent à l'opéra à Buenos Aires de 1905 à 1908. Il participe à la création de La figlia di Iorio d'Alberto Franchetti et à la première milanaise de La dame de pique de Tchaïkovski en 1906. Il débute en Amérique du Nord au Manhattan Opera House de New York en 1907, dans La Gioconda.
Le 16 novembre 1908, il fait ses débuts au Metropolitan Opera dans le rôle de Ramphis de l’Aïda de Giuseppe Verdi, aux côtés d'Emmy Destinn, de Louise Homer, d'Enrico Caruso et d'Antonio Scotti, sous la direction d'un chef qui y fait aussi ses débuts, Arturo Toscanini. En mars 1913, il y joue le rôle-titre lors de la première américaine de Boris Godounov de Moussorgski, sous la direction d'Arturo Toscanini. Il en sera le seul interprète aux États-Unis les huit premières années où l'opéra y sera représenté, avant que Fédor Chaliapine ne s'empare du rôle pendant la saison de 1922 et que Didur ne l'y joue qu'une autre fois. Il participe au Met aux créations mondiales de Königskinder (1910) et de trois opéras de Giacomo Puccini, La fanciulla del West (1910) et deux opéras d'Il trittico : Il tabarro (1918) et Gianni Schicchi (1918). En 1933, Didur y joue une dernière fois dans le rôle de Pistol du Falstaff de Verdi. En 25 ans, il y a abordé 59 rôles en 690 représentations,.
De retour en Pologne, il enseigne à Katowice et à Lviv, où il dirige plusieurs représentations d'opéra en 1938,. En 1939, il allait prendre la direction de l'opéra de Varsovie, mais celui-ci est détruit par un bombardement. En 1945, il monte une troupe d'opéra et fait représenter Halka de Moniuszko à Katowice. Il achève sa carrière comme directeur du conservatoire local. Il meurt chez lui le 7 janvier 1946 à Katowice.

## Répertoire
Sa tessiture lui a permis de jouer les rôles de basse et des rôles de baryton dans des œuvres telles que celles de :
- Boito : Mefistofele ;
- Borodine : Le prince Igor ;
- Franchetti : Germania ;
- Gounod : Faust ;
- Humperdinck : Enfants de roi ;
- Leoncavallo : Paillasse ;
- Leoni : L'oracle ;
- Mascagni : Iris, Lodoletta ;
- Meyerbeer : Le prophète, Les Huguenots;
- Montemezzi : L'Amore dei tre re ;
- Mozart : Così fan tutte, Don Juan, Les noces de Figaro ;
- Moussorgski : Boris Godounov ;
- Offenbach : Les contes d’Hoffmann ;
- Ponchielli : La Gioconda ;
- Puccini : Gianni Schicchi, Il tabarro, La bohème, La fanciulla del West, Tosca ;
- Rimski-Korsakov : Le Coq d'or ;
- Rossini : Le Barbier de Séville, L'Italienne à Alger ;
- Tchaïkovski : Eugène Onéguine ;
- Verdi : Aïda, Don Carlo, Falstaff, Rigoletto ;
- Wagner : L'or du Rhin, Parsifal ;
- Weber, Der Freischütz.

## Famille
Didur s'est marié deux fois. Avec sa première femme, la chanteuse mexicaine Angela Aranda Arellano (1874-1928), il a eu cinq filles, dont deux sont devenues chanteuses, Olga et Marias, qui a fait carrière sous le nom de Mary Didur-Zawodska ,. Veuf, il épouse ensuite la ballerine française Marguerite Vignon le 20 décembre 1928, mais il s'en sépare peu après,.

## Héritage
La voix sonore au timbre sombre et très riche de Didur était à son mieux de la fin des années 1890 à la Première Guerre mondiale. Elle convenait particulièrement aux opéras italiens. Didur a fait de nombreux enregistrements mémorables d'airs d'opéra, qui ont été transférés sur CD. Le 30 avril 1927, il recevait la Croix de chevalier de l'Ordre de la renaissance de la Pologne pour sa contribution aux arts.

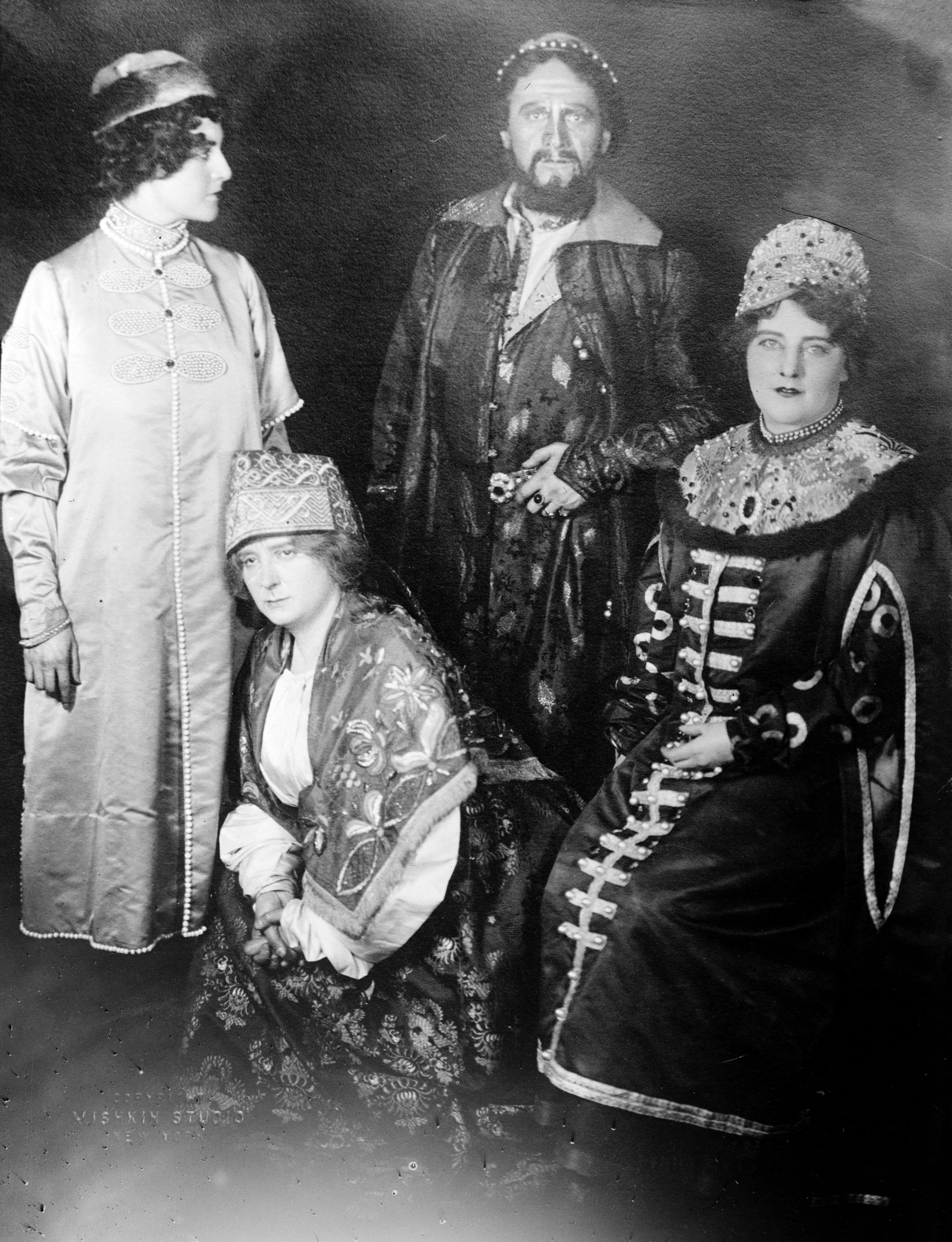
Première de Boris Godunov au Met en 1913, avec Anna Case, Maria Duchêne, Adamo Didur et Leonora Sparkes
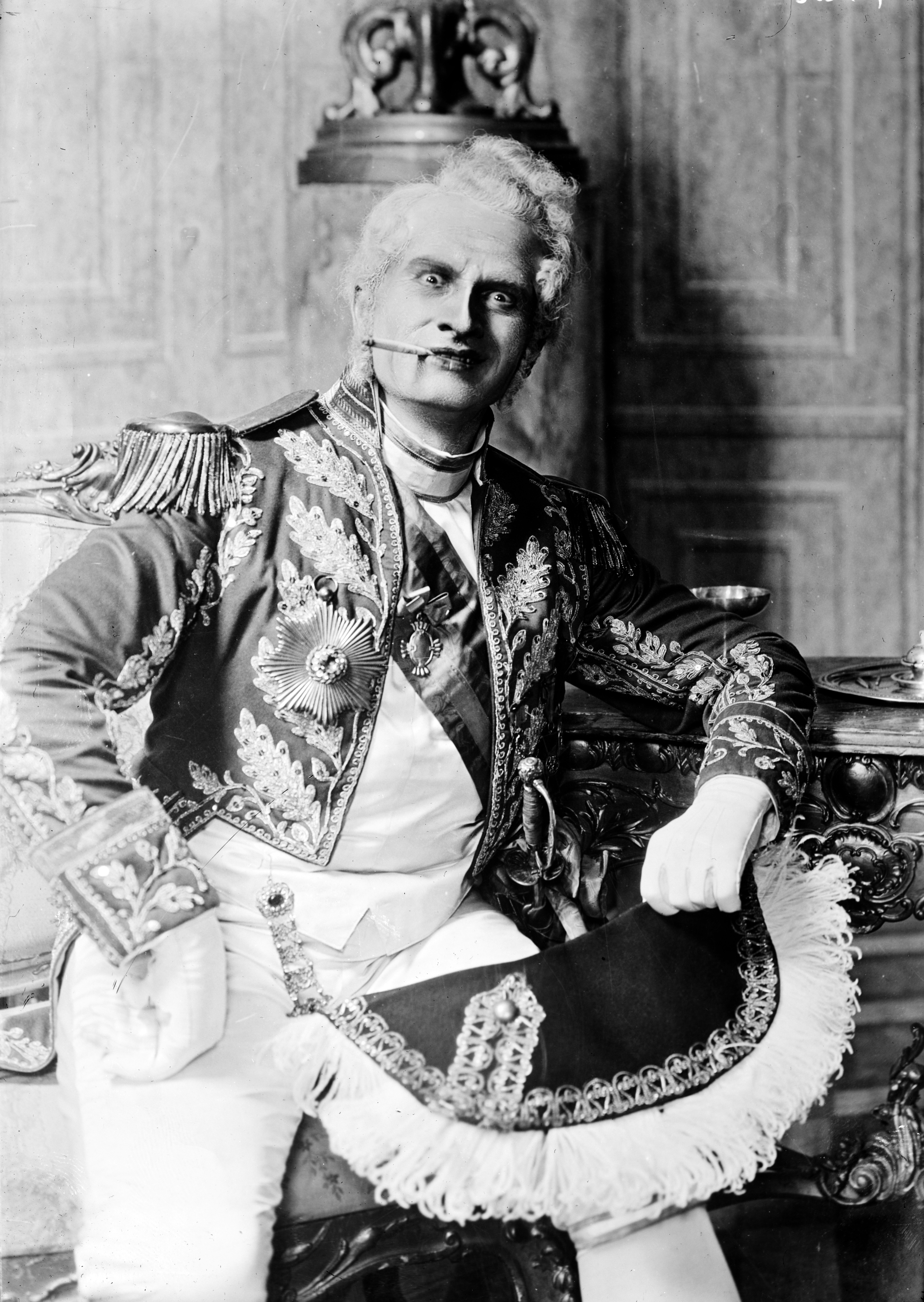
Adamo Didur en Eugène Onéguine
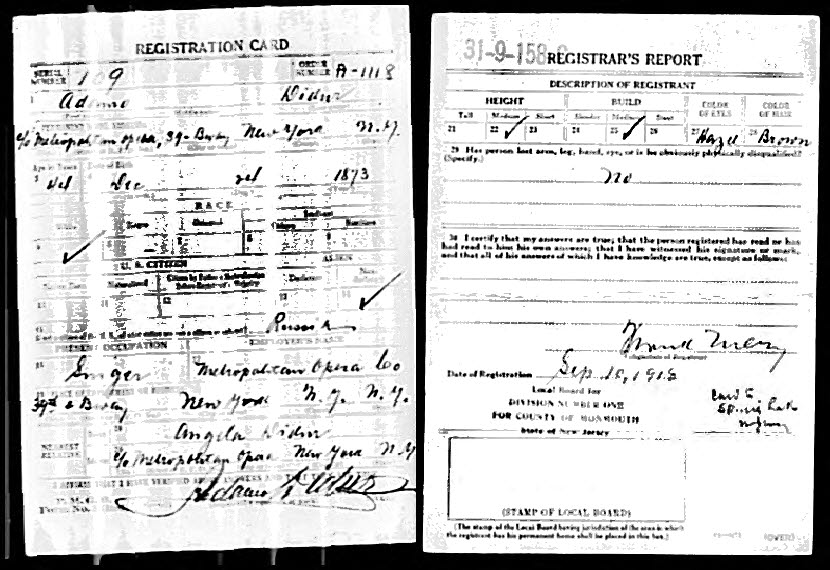
Certificat d'inscription de 1918 portant la date de naissance de Didur